# Monfalcó
Monfalcó[cita requerida] (Montfalcó en catalán) es un lugar despoblado situado dentro del municipio de Viacamp y litera a 12 kilómetros, en la comarca de La Ribagorza, provincia de Huesca, Aragón España.

## Toponimia
El significado de la raíz de Montfalcó, viene a significar El monte del halcón.

## Geografía
Desde este despoblado se accede al desfiladero de Monrebey.

## Historia
La primera mención escrita de la población es en el 1225 cuando en la colección diplomática del Monasterio de Obarra aparece mencionado "Bernardus de Mont Falcom".
Hacia mediados del siglo XIX, el lugar tenía contabilizada una población de 20 habitantes. Aparece descrito en el decimoprimer volumen del Diccionario geográfico-estadístico-histórico de España y sus posesiones de Ultramar de Pascual Madoz de la siguiente manera:

MONFALCÓ: l. con ayunt. en la prov. de Huesca (20 leg.), part. jud. de Benabarre (3 1/2), aud. terr. y c. g. de Zaragoza (30), dióc. de la Seo de Urgel (22). sit. en una eminencia sobre peñas; clima templado, reinan los vientos E. y O. y se padecen calenturas intermitentes. Tiene 4 casas que forman una calle, igl. aneja de Estall (San Miguel), servida por un rector de primer ascenso, cementerio en una altura, y una fuente inmediata á la pobl. para el surtido de los vecinos. El térm. que confina por N. con Estall; E. rio Nogueras; S. y O. Fet, comprende en su circunferencia una ermita (San Antolin) que antiguamente fue parroquial, y un monte poblado de encinas, robles, algun pino, bojes, romeros y aliagas. El terreno es quebrado y montuoso la mayor parte peña. caminos: el de Estall y Fet, en mal estado. El correo se recibe de Benabarre. prod.: trigo, centeno, cebada, avena, escalla, vino y aceite: cria de ganado lanar y cabrio : caza de perdices, conejos y liebres. pobl.: 3 vec., 20 alm. contr. y riqueza. (V. Boltaña part. jud.)
(Madoz, 1848, p. 497)

Perteneció al municipio de Fet, aunque hoy pertenece al término de Viacamp y Litera.

## Patrimonio
- Ermita de Santa Quiteria y San Bonifacio, templo románico construido a finales del siglo XII. Tiene una planta rectangular muy irregular cubierto con bóveda de añón y una pequeña capilla en el muro derecho, mientras que la cabecera actual es plana.[4]
- Casa Batlle, construida en el siglo XVII. Ha sido restaurada y actualmente sirve como albergue.

## Demografía
No llegó a ser una población de gran tamaño, ya que en su momento de mayor esplendor llegó a contar con seis casas abiertas.